# Hikayat Hang Tuah

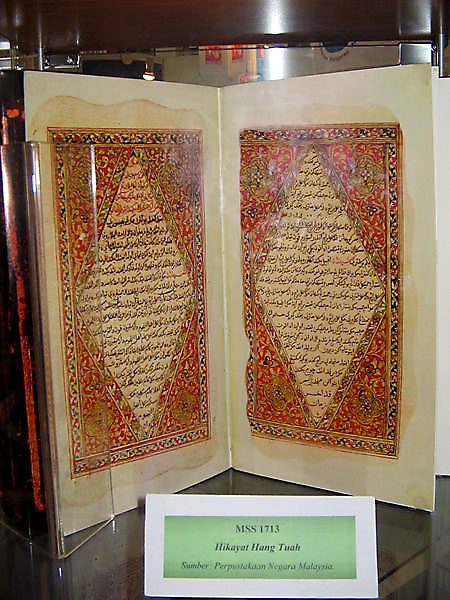
Kopia eposu Hikayat Hang Tuah na wystawie

Hikayat Hang Tuah – epos malajski opowiadający o losach Hanga Tuaha, legendarnego bohatera żyjącego w czasach świetności sułtanatu w Malakce, w XV wieku. 
Hang Tuah został bezpodstawnie oskarżony o romans z jedną z konkubin króla. 
Historia reprezentuje takie wartości, jak bezwzględną wierność i posłuszeństwo władcy, rycerskość i przywiązanie do tradycji. 
W 2001 roku epos znalazł się na liście Pamięć Świata UNESCO.